# Església dels Padrets
L'església dels Padrets és un edifici religiós del carrer Sant Bonosi de Blanes, la Selva, que havia pertangut a l'antic col·legi dels Padrets.
L'església, que no està catalogada i fa uns 100 m2, havia estat el centre religiós del seminari de la congregació dels Fills de la Sagrada Família. La congregació va venir a Blanes a final del segle xix amb l'objectiu de gestionar un col·legi privat i, al final, s'hi van quedar, fundant un centre. Amb la Guerra Civil, l'església es va abandonar i els anys 50 es va vendre a uns particulars.
La capella es convertirà en un equipament municipal destinat en principi a esdevenir un centre cultural del barri de sa Massaneda. També està previst que aculli un petit museu arqueològic, lligant-ho amb el fet que la zona dels Padrets és l'única de Blanes on s'han trobat restes d'una certa importància.
L'artista blanenc Ricard Ferrer va pintar l'any 2005 els frescos de la volta.